# Mesochorus annulatus
Mesochorus annulatus är en stekelart som beskrevs av Dasch 1974. Mesochorus annulatus ingår i släktet Mesochorus och familjen brokparasitsteklar. Inga underarter finns listade i Catalogue of Life.